# 4-й Украинский фронт
«Четвёртый Украи́нский фронт» — оперативно-стратегическое объединение Рабоче-крестьянской Красной армии (РККА) Вооружённых сил СССР в годы Великой Отечественной войны (1941—1945). Образован на юго-западном направлении 20 октября 1943 года, расформирован 25 августа 1945 года.
Сокращённое наименование — 4 Укр. Ф.
Сводный полк 4-го Украинского фронта участвовал в Параде Победы, на Красной площади, в городе Москве, 24 июня 1945 года.

## История

### 1-е формирование
4-й Украинский фронт образован на юго-западном направлении 20 октября 1943 года на основании приказа Ставки Верховного Главнокомандования (СВГК) № 30227 от 16 октября 1943 года путём переименования Южного фронта. Включал 2-ю и 3-ю гвардейские, 5-ю ударную, 28-ю, 44-ю, 51-ю и 8-ю воздушную армии. В последующем в него входили Приморская и 4-я воздушная армии.
В конце октября — начале ноября 1943 года войска 4-го Украинского фронта завершили Мелитопольскую операцию, в ходе которой продвинулись до 300 км, выйдя к низовью Днепра и Перекопскому перешейку.
В ходе стратегического наступления на Правобережной Украине зимой 1943—1944 годов они своим правым крылом в январе — феврале 1944 года участвовали в Никопольско-Криворожской операции. Во взаимодействии с 3-м Украинским фронтом ликвидировали никопольский плацдарм противника на Днепре.
В апреле — мае 1944 года войска 4-го Украинского фронта и Отдельной Приморской армии во взаимодействии с Черноморским флотом и Азовской военной флотилией осуществили Крымскую стратегическую операцию, разгромив почти 200-тысячную группировку противника и освободив Крым.
31 мая 1944 года на основании директивы Ставки ВГК № 302004 от 16 мая 1944 года войска 4-го Украинского фронта, исключая Приморскую армию, были отправлены по железной дороге в новые районы дислокации, а его полевое управление с частями обслуживания и тыловыми учреждениями выведено в резерв Ставки ВГК.

### 2-е формирование
6 августа 1944 года фронт был воссоздан на основании директивы Ставки ВГК № 302005 от 30 июля 1944 года в составе выделенных из состава 1-го Украинского фронта 1-й гвардейской и 18-й и 8-й воздушной армий, а также других средств усиления. В последующем в состав фронта в разное время входили 38-я и 60-я армии. В качестве управления фронта было использовано управление бывшего 4-го Украинского фронта.
В сентябре — октябре 1944 года войска 4-го Украинского фронта во взаимодействии с 1-м Украинским фронтом участвовали в Восточно-Карпатской стратегической операции, в ходе которой была освобождена Закарпатская Украина и часть территории Чехословакии, оказана помощь Словацкому национальному восстанию.
В январе — феврале 1945 года войска 4-го Украинского фронта во взаимодействии с войсками 2-го Украинского фронта осуществили Западно-Карпатскую стратегическую операцию, освободили южные районы Польши и значительную часть Чехословакии. Ударом южнее Кракова фронт обеспечил с юга наступление советских войск на варшавско-берлинском направлении.
В марте — начале мая войска фронта в результате Моравско-Остравской наступательной операции очистили от немецких захватчиков Моравско-Остравский промышленный район и создали условия для продвижения в центральную часть Чехословакии. Затем они участвовали в Пражской стратегической операции, в результате которой была полностью освобождена территория Чехословакии.
25 августа 1945 года на основании приказа НКО СССР № 0139 от 9 июля 1945 года фронт расформирован, его полевое управление обращено на формирование Прикарпатского военного округа.

## Командование
Командующие:

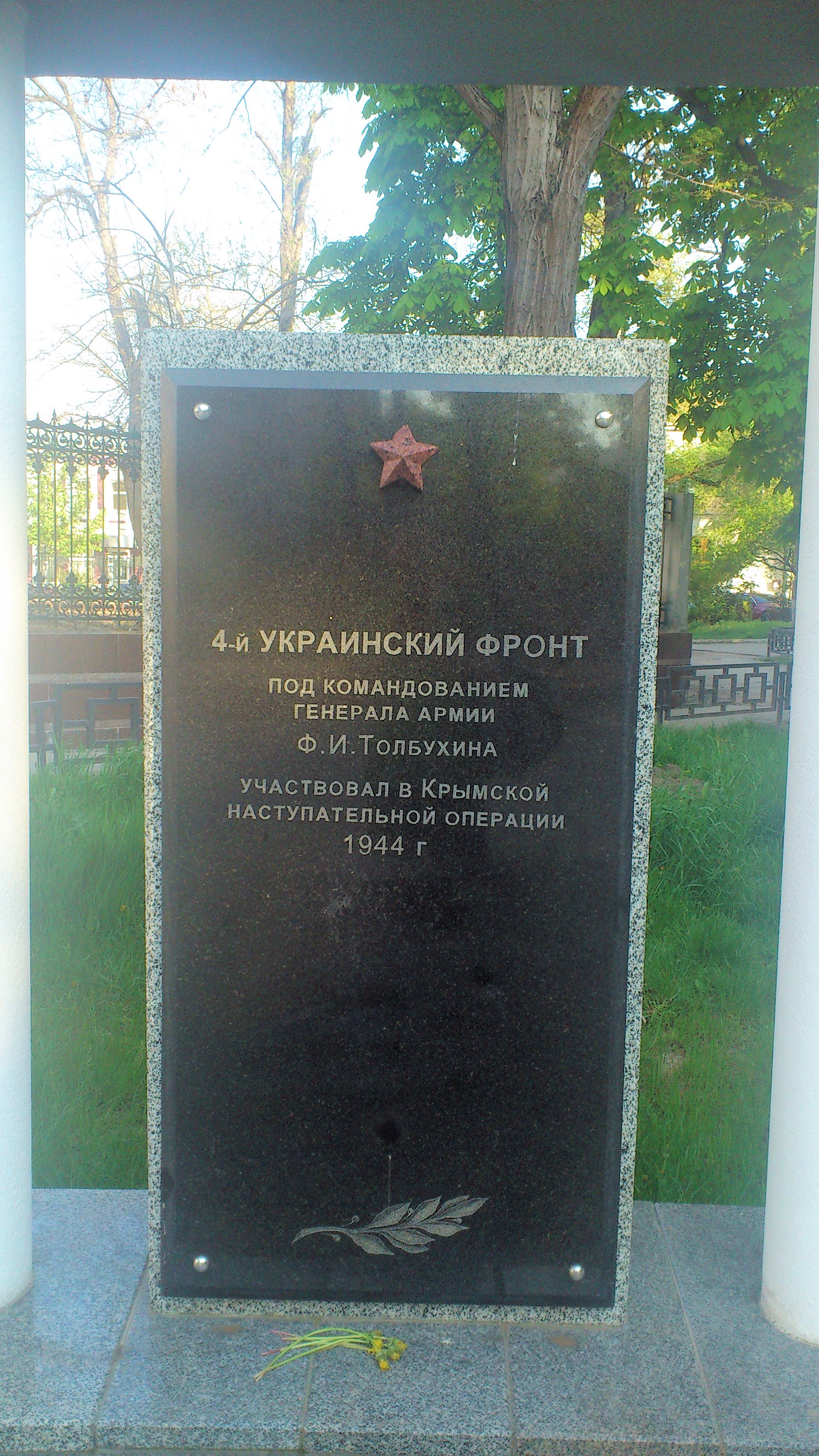
На мемориальной плите у танка-памятника освободителям Симферополя в сквере Победы в Симферополе

- Толбухин, Фёдор Иванович (20.10.1943 — 15.05.1944), генерал армии;
- Петров, Иван Ефимович (05.08.1944 — 26.03.1945), генерал-полковник, генерал армии;
- Ерёменко, Андрей Иванович (26.03.1945 — 31.07.1945), генерал армии[5].

Члены Военного совета:
- Щаденко, Ефим Афанасьевич (20.10.1943 — 13.01.1944), генерал-полковник;
- Кириченко, Алексей Илларионович (20.10.1943 — 12.01.1944), генерал-майор интендантской службы (второй член ВС);
- Субботин, Никита Егорович (13.01.1944 — 31.05.1944), генерал-майор, генерал-лейтенант;
- Новиков, Степан Митрофанович[укр.] (16.08.1944 — 11.05.1945), генерал-майор (второй член ВС);
- Мехлис, Лев Захарович (05.08.1944 — 31.07.1945), генерал-полковник[6][5].

Начальники штаба:
- Бирюзов, Сергей Семёнович (20.10.1943 — 15.05.1944), генерал-лейтенант;
- Корженевич, Феодосий Константинович (15.05.1944 — 31.05.1944), генерал-лейтенант;
- Корженевич, Феодосий Константинович (05.08.1944 — 02.04.1945), генерал-лейтенант;
- Сандалов, Леонид Михайлович (02.04.1945 — 31.07.1945), генерал-полковник[5].

Начальники политического управления:
- Пронин, Михаил Михайлович (20.10.1943 — 31.05.1944), генерал-майор, генерал-лейтенант;
- Пронин, Михаил Михайлович (05.08.1944 — 11.05.1945), генерал-лейтенант[6].

Командующие бронетанковыми и механизированными войсками фронта:
- Новиков, Николай Александрович, (20.10.1943 — 02.02.1944) генерал-майор танковых войск, с 15.12.1943 генерал-лейтенант танковых войск;
- Воейков Николай Иванович, (02.02.1944 — 02.04.1944) генерал-майор танковых войск;
- Соловьёв, Василий Тимофеевич, (02.04.1944 — 31.05.1944) полковник, с 16.05.1944 генерал-майор танковых войск;
- Соловьёв, Василий Тимофеевич, (на 11.1944, врид) генерал-майор танковых войск;
- Широбоков, Михаил Васильевич, (21.11.1944 — 16.04.1945) генерал-майор танковых войск;
- Ремизов, Фёдор Тимофеевич, (19.04.1945 —) генерал-лейтенант танковых войск.

Командующие артиллерией фронта:
- Кариофилли Георгий Спиридонович, (сентябрь 1944 — 31.07.1945) генерал-лейтенант артиллерии[7].

## Начальник инженерных войск
- Колесников, Захар Иосифович, (1944 — 09.05.1945) генеоал-майор инженерных войск

## Соединения
C 1 января 1944 года 
- 2-я гвардейская армия;
- 3-я гвардейская армия;
- 5-я ударная армия;
- 28-я армия;
- 51-я армия;
- 8-я воздушная армия;
- 4-й гвардейский кавалерийский корпус:
- 9-я гвардейская кавалерийская дивизия;
- 10-я гвардейская кавалерийская дивизия;
- 30-я кавалерийская дивизия;
- 1815-й самоходный артиллерийский полк;
- 85-й гвардейский гаубичный артиллерийский полк;
- 152-й гвардейский истребительно-противотанковый артиллерийский полк;
- 4-й гвардейский отдельный истребительно-противотанковый дивизион;
- 12-й гвардейский миномётный полк;
- 62-й гвардейский миномётный дивизион;
- 255-й зенитный артиллерийский полк;
- 15-я истребительно-противотанковая артиллерийская бригада;
- 21-я истребительно-противотанковая артиллерийская бригада;
- 13-й истребительно-противотанковый артиллерийский полк;
- 491-й истребительно-противотанковый артиллерийский полк;
- 19-я миномётная бригада;
- 4-я гвардейская миномётная дивизия:
  - 14-я гвардейская миномётная бригада;
  - 30-я гвардейская миномётная бригада;
  - 31-я гвардейская миномётная бригада;
  - 13-я гвардейская миномётная бригада;
- 223-й зенитный артиллерийский полк;
- 416-й зенитный артиллерийский полк;
- 1485-й зенитный артиллерийский полк;
- 2-й гвардейский механизированный корпус:
  - 4-я гвардейская механизированная бригада;
  - 5-я гвардейская механизированная бригада;
  - 6-я гвардейская механизированная бригада;
  - 37-я гвардейская танковая бригада;
  - 1452-й самоходный артиллерийский полк;
  - 99-й мотоциклетный батальон;
- 1509-й истребительно-противотанковый артиллерийский полк;
- 744-й отдельный истребительно-противотанковый дивизион;
- 408-й гвардейский миномётный дивизион;
- 22-й гвардейский отдельный танковый полк;
- 61-й гвардейский отдельный танковый полк;
- 46-й отдельный дивизион бронепоездов;
- 54-й отдельный дивизион бронепоездов;
- 12-я штурмовая инженерно-сапёрная бригада;
- 63-я инженерно-сапёрная бригада;
- 43-я инженерная бригада специального назначения;
- 2-я понтонно-мостовая бригада;
- 17-й гвардейский батальон минеров;
- 65-й отдельный инженерный батальон;
- 240-й отдельный инженерный батальон;
- 258-й отдельный инженерный батальон;
- 1504-й отдельный инженерный батальон;
- 35-й понтонно-мостовой батальон;
- 121-й понтонно-мостовой батальон;
- 102-й понтонно-мостовой батальон (из 5-й понтонно-мостовой бригады).

 C 1 апреля 1944 года 
- 2-я гвардейская армия;
- 51-я армия;
- 8-я воздушная армия;
- 35-я истребительно-противотанковая артиллерийская бригада;
- 530-й истребительно-противотанковый артиллерийский полк;
- 4-я гвардейская миномётная дивизия:
  - 14-я гвардейская миномётная бригада;
  - 30-я гвардейская миномётная бригада;
  - 31-я гвардейская миномётная бригада;
- 2-й гвардейский миномётный полк;
- 4-й гвардейский миномётный полк;
- 19-й гвардейский миномётный полк;
- 21-й гвардейский миномётный полк;
- 23-й гвардейский миномётный полк;
- 67-й гвардейский миномётный полк;
- 270-й гвардейский зенитный артиллерийский полк (из 18-й зенитной артиллерийской дивизии);
- 1069-й зенитный артиллерийский полк (из 2-й зенитной артиллерийской дивизии);
- 1485-й зенитный артиллерийский полк;
- 79-я танковая бригада;
- 101-я танковая бригада;
- 202-я танковая бригада;
- 26-я мотострелковая бригада;
- 867-й самоходный артиллерийский полк;
- 875-й самоходный артиллерийский полк;
- 85-й гвардейский гаубичный артиллерийский полк;
- 91-й мотоциклетный батальон;
- 1511-й истребительно-противотанковый артиллерийский полк;
- 179-й миномётный полк;
- 1717-й зенитный артиллерийский полк;
- 6-я гвардейская танковая бригада;
- 52-й мотоциклетный полк;
- 5-й гвардейский отдельный автобронетанковый батальон;
- 46-й отдельный дивизион бронепоездов;
- 54-й отдельный дивизион бронепоездов;
- 7-я инженерно-сапёрная бригада;
- 2-я понтонно-мостовая бригада;
- 3-й гвардейский отдельный инженерный батальон;
- 65-й отдельный инженерный батальон;
- 240-й отдельный инженерный батальон;
- 17-й гвардейский батальон минёров;
- 102-й понтонно-мостовой батальон (из 5-й понтонно-мостовой бригады).

 C 1 октября 1944 года 
- 1-я гвардейская армия;
- 18-я армия;
- 8-я воздушная армия;
- 17-й гвардейский стрелковый корпус:
- 8-я стрелковая дивизия;
- 138-я Карпатская стрелковая дивизия;
- 2-я гвардейская воздушно-десантная дивизия;
- 5-й гвардейский миномётный полк;
- 329-й гвардейский миномётный полк;
- 2-й гвардейский горно-вьючный миномётный дивизион;
- 3-й гвардейский горно-вьючный миномётный дивизион;
- 76-я зенитная дивизия:
  - 223-й зенитный артиллерийский полк;
  - 416-й зенитный артиллерийский полк;
  - 447-й зенитный артиллерийский полк;
  - 591-й зенитный артиллерийский полк;
  - 1485-й зенитный артиллерийский полк;
  - 95-й отдельный зенитный артиллерийский дивизион;
- 3-й отдельный воздухоплавательный дивизион аэростатов артиллерийского наблюдения;
- 5-я гвардейская танковая бригада;
- 875-й самоходный артиллерийский полк;
- 33-й отдельный дивизион бронепоездов;
- 46-й отдельный дивизион бронепоездов;
- 9-я инженерно-саперная бригада;
- 6-й понтонно-мостовой батальон;
- 50-й понтонно-мостовой батальон.

1 января 1945 года
- 1-я гвардейская армия;
- 18-я армия;
- 38-я армия;
- 8-я воздушная армия;
- 11-й стрелковый корпус:
  - 30-я стрелковая дивизия;
  - 226-я стрелковая дивизия;
- 4-й гвардейский миномётный полк;
- 329-й гвардейский миномётный полк;
- 2-й гвардейский горно-вьючный миномётный дивизион;
- 3-й гвардейский горно-вьючный миномётный дивизион;
- 42-я отдельная гвардейская тяжёлая танковая бригада;
- 1-й отдельный гвардейский тяжёлый танковый полк;
- 1511-й самоходный артиллерийский полк;
- 33-й отдельный дивизион бронепоездов;
- 37-й отдельный дивизион бронепоездов;
- 46-й отдельный дивизион бронепоездов;
- 15-я штурмовая инженерно-саперная бригада;
- 6-й моторизованный понтонно-мостовой батальон;
- 50-й моторизованный понтонно-мостовой батальон;
- 38-й отдельный огнемётный батальон (из 15-й штурмовой инженерно-сапёрной бригады).

1 апреля 1945 года
Стрелковые части:
- 1-я гвардейская армия;
- 16-я армия;
- 38-я армия;
- 8-я воздушная армия;
- 1-й чехословацкий армейский корпус:
  - 1-я пехотная бригада (чехословацкая);
  - 3-я пехотная бригада (чехословацкая);
  - 4-я пехотная бригада (чехословацкая);
  - 1-я воздушно-десантная бригада (чехословацкая);
  - 4-я танковая бригада (чехословацкая);
  - 5-й пушечный артиллерийский полк (чехословацкий);

Части артиллерии:
- 27-я гвардейская миномётная бригада;
- 4-й гвардейский миномётный полк;
- 96-й гвардейский миномётный полк;
- 329-й гвардейский миномётный полк;
- 2-й гвардейский горно-вьючный миномётный дивизион;
- 3-й гвардейский горно-вьючный миномётный дивизион;
- 1485-й зенитный артиллерийский полк;
- 95-й отдельный зенитный артиллерийский дивизион;
- 104-й отдельный зенитный артиллерийский дивизион;
- 3-й отдельный воздухоплавательный дивизион аэростатов артиллерийского наблюдения;

Бронетанковые и механизированные войска:
- 1-й гвардейский тяжёлый танковый полк;

Части авиации:
- 1-я смешанная авиационная дивизия (чехословацкая);

Инженерные войска:
- 15-я штурмовая инженерно-сапёрная бригада;
- 6-й моторизованный понтонно-мостовой полк;

Огнеметные части:
- 38-й отдельный огнемётный батальон.

Части связи:
- 74-й отдельный Севастопольский[8] ордена Александра Невского[9] полк связи[10].

## Газета
- Фронтовая газета «Сталинское знамя», ответственный редактор — полковник Кокорев Юрий Михайлович[11].